# 定辺路駅
座標: 北緯31度15分29.84秒 東経121度21分28.19秒 / 北緯31.2582889度 東経121.3578306度
定辺路駅（ていへんろえき）は中華人民共和国上海市嘉定区真新街道、定辺路と銅川路の交差点に位置する、上海軌道交通14号線の駅である。計画時の仮称は「曹安公路」であった。

## 駅構造
島式ホーム1面2線の地下駅。出口は3箇所。

## 駅出口
- 1号出口 - 定辺路、銅川路
- 2号出口 - 定辺路、銅川路
- 3号出口 - 曹安公路、東棚橋路

## 隣の駅
上海地下鉄
 14号線
嘉怡路駅 - 定辺路駅 - 真新新村駅